# Kita-Teøya
Kita-Teøya (japanisch 北テオイヤ ‚Nördliche Tee-Insel‘) ist eine kleine Insel vor der Prinz-Harald-Küste des ostantarktischen Königin-Maud-Lands. Sie ist die nördlichste der drei Teøyane in der Inselgruppe Flatvær.
Norwegische Kartographen kartierten sie 1946 anhand von Luftaufnahmen der Lars-Christensen-Expedition 1936/37. Japanische Wissenschaftler, die sie auch benannten, wiederholten dies anhand von Vermessungen und Luftaufnahmen einer von 1957 bis 1962 durchgeführten japanischen Antarktisexpedition.